# В полі зору (телесеріал, 2011)
В полі зору (англ. Person of Interest, інший варіанти перекладу назви — «Особливо небезпечний» та «Підозрюваний») — американський науково-фантастичний кримінальний гостросюжетний, драматичний детективний телесеріал, вироблений компанією Bad Robot Productions та вперше транслювався на телеканалі CBS 2011—2016 року. Прем'єра відбулася 22 вересня 2011 року в 9 вечора за північноамериканським східним часом. 12 березня 2012 серіал офіційно продовжений на другий сезон, прем'єра якого відбулася 27 вересня 2012 року. 27 березня 2013 року серіал було подовжено на третій сезон, прем'єра якого відбулась 24 вересня 2013 року. 13 березня 2014 року телеканал CBS анонсував подовження серіалу  на четвертий сезон, що стартував у США 23 вересня 2014 року. В Україні телесеріал транслювався на телеканалі ICTV.

## Стислий сюжет
Гарольд Фінч (Майкл Емерсон) — загадковий мільярдер, який розробив для уряду комп'ютерну систему, яка аналізує дані відеоспостереження, телефонні переговори, листування, соціальні мережі, банківські транзакції і іншу інформацію у США і на їх основі пророкує майбутні терористичні акти. Вона була створена з метою не допустити повторення подій 11.09.2001, але потім Фінч виявив, що машина також пророкує безліч звичайних цивільних злочинів. Інформація про звичайні загрози записувалася окремо і стиралася опівночі. З часом він зрозумів, що величезній кількості ординарних злочинів також можна було б запобігти, якщо б ці дані використовувалися. Але запропонувати цю ідею уряду Фінч не встиг, бо на нього і його друга Нейтана Інгрема було скоєно напад. Інгрем загинув, а Фінча оголосили мертвим.
Після отриманої травми, яка частково паралізувала Фінча, він наймає Джона Різа (Джеймс Кевізел) — також нібито мертвого колишнього агента ЦРУ, щоб допомогти зупинити ці злочини, використовуючи ресурси та техніку Фінча, і навички і знання Різа. Пізніше до їх команди підключаються детектив Джосс Картер (Тараджі Генсон) (спочатку за ними полюють) і колишній продажний коп Лайонел Фаско (Кевін Чапман).
Кульмінацією сюжетної лінії є боротьба двох систем штучного інтелекту - Машини та Самарянина.
Деякі аспекти сюжету фільму, пов'язані з антагоністичним протистоянням штучного інтелекту і людини, отримали розвиток в серіалі NEXT (2020 рік).

## У ролях

### Головні герої
- Джон Різ (Джеймс Кевізел)

Колишній зелений берет і агент ЦРУ, який після чергового завдання був оголошений мертвим. Довго поневірявся по країні, не маючи постійного місця проживання, поки його не знайшов Гарольд. Джон майстер рукопашного бою і спостереження. Вважає Фінча другом, хоча мало про нього знає.
- Гарольд Фінч (Майкл Емерсон)

Загадковий мільярдер, геній програмного забезпечення. Розробив машину для прогнозування злочинів, записавши її створення на рахунок свого найкращого друга Нейтана Інгрема. Після невідомої катастрофи, в якій той загинув, Фінч також був оголошений мертвим і почав ховатися під вигаданим ім'ям. Після поранення був частково паралізований (не може крутити головою і кульгає на ліву ногу).
- Детектив Джосс Картер (Тараджі Генсон)

Офіцер департаменту поліції Нью-Йорка, в минулому армійський розвідник. На початку серіалу заарештувала бездомного Різа за бійку з бандитами, після чого розслідує кожен його подвиг і намагається зловити, вважаючи кілером. З часом усвідомлює, що Джон займається благою справою, після чого починає допомагати Різу і Фінчу. Розлучена, є син Тейлор.
- Детектив Лайонел Фаско (Кевін Чапман)

Корумпований поліцейський, якого Різ викрив під час чергового завдання і почав шантажувати, використовуючи як джерело в поліцейському департаменті. Працює з Картер. З часом стає все більш відданий Джону і в результаті усвідомлено переходить на бік закону. Про те, що Картер з ними заодно, він дізнається тільки в кінці першого сезону. Розлучений, є дев'ятирічний син.
- Беар (зіграний кількома собаками: Graubaer's Boker та Midas van't Rietje)

Малінуа (різновид породи бельгійська вівчарка) з воєнною підготовкою, якого Різ рятує від Арійських Націоналістів, які використовували його як собаку для атак. Беар цілими днями проводить час із Фінчем, який спершу не хотів щоб він жив поруч з ним у бібліотеці, але згодом прив'язався до нього.

### Другорядні персонажі
- Джессіка Арндт (Сьюзен Міснер) — кохана Різа, через загибель якої він втратив сенс життя. Була одним з перших людей, виданих машиною Фінча.
- Нейтан Інгрем (Бретт Каллен) — покійний напарник Фінча, який помер при таємничих обставинах. Інгрем виступав як сполучна ланка між їх компанією і урядом під час створення машини.
- Аліша Корвін (Елізабет Марвел) — колишній член  Ради Національної Безпеки. Людина Інгрема в уряді під час створення машини. Після його загибелі, в якій вона звинуватила машину Фінча, сховалася в невеликому містечку, ставши одержимою ідеєю її знищення. Загинула у фіналі першого сезону.
- Карл Елайас (Енріко Колантоні) — новий кримінальний авторитет, який вирішив відродити злочинні сім'ї Нью-Йорка і усунути російську мафію. Познайомився з Джоном під час чергового розслідування, в якому був жертвою. Ближче до фіналу завдяки Джону потрапляє до в'язниці, звідки віддає наказ знищити свого батька і зведеного брата.
- Зої Морган (Пейдж Турко) — посередник, яка використовує свої зв'язки і вплив, щоб вирішувати проблеми своїх клієнтів. Одного разу Фінч і Різ врятували її, і тепер вона допомагає їм.
- Марк Сноу (Майкл Келлі) — співробітник ЦРУ, на яку раніше працював Різ. Намагався знайти його і вбити в наслідку був захоплений в заручники Карою Стентон.
- Кара Стентон (Енні Паріссе) — колишня напарниця Різа. Після чергового завдання отримала наказ убити його, але виявилося, що їх агентство збиралося нацькувати їх один на один. Джон встиг втекти, а Кара залишилася у вибуху. Однак якимось дивом вона вижила і вистежила агента Сноу і Різа.
- Офіцер Сіммонс (Роберт Джон Берк) — офіцер поліції, що працює на організацію корумпованих поліцейських «HR». Зник після арешту ключових фігур «HR» у фіналі першого сезону.
- Спеціальний агент Доннеллі (Бреннан Браун) — агент ФБР, який створив відділ для того, щоб впіймати Різа, убитий Карою в середині другого сезону.

## Епізоди
| Сезон | Епізоди | Timeslot (СЧ/ТЧ) | Прем'єра першого епізоду | Прем'єра першого епізоду | Прем'єра останнього епізоду | Прем'єра останнього епізоду | ТБ сезон | Рейтинг | Перегляди (у мільйонах) |
| Сезон | Епізоди | Timeslot (СЧ/ТЧ) | Дата                     | Прем'єра (у мільйонах)   | Дата                        | Фінал (у мільйонах)         | ТБ сезон | Рейтинг | Перегляди (у мільйонах) |
| ----- | ------- | ---------------- | ------------------------ | ------------------------ | --------------------------- | --------------------------- | -------- | ------- | ----------------------- |
| 1     | 23      | Четвер 21:00     | 22 вересня 2011          | 13.33                    | 17 травня 2012              | 13.47                       | 2011-12  | #13     | 14.34                   |
| 2     | 22      | Четвер 21:00     | 27 вересня 2012          | 14.28                    | 9 травня 2013               |                             | 2012-13  | #5      | 16.87                   |
| 3     | 23      | Четвер 21:00     | 24 вересня 2013          |                          | 13 травня 2014              |                             |          |         |                         |
| 4     | 22      | Четвер 21:00     | 23 вересня 2014          |                          | 5 травня 2015               |                             |          |         |                         |
| 5     | 13      | Четвер 21:00     | 3 травня 2016            |                          | 21 червня 2016              |                             |          |         |                         |

## Серіал в інших країнах
Нижче наведений список телеканалів, на яких транслюється Person of Interest поза межами США.
| Країна            | Телеканал(и)                                             | Прем'єра серіалу                                   | Timeslot                                     |
| ----------------- | -------------------------------------------------------- | -------------------------------------------------- | -------------------------------------------- |
| Аргентина         | Warner Channel                                           | —                                                  | -                                            |
| Австралія         | Channel Nine                                             | 25 вересня 2011                                    | Щопонеділка о 9:30 вечора                    |
| Бельгія           | La Une                                                   | 28 серпня 2012                                     | Щовівторка о 8:15 вечора                     |
| Бразилія          | Warner Channel                                           | 18 жовтня 2011                                     | Щосереди о 10:00 вечора                      |
| Канада            | City                                                     | 22 вересня 2011                                    | Щочетверга о 9/8c                            |
| Чилі              | Warner Channel                                           | TBA                                                | TBA                                          |
| Коста-Рика        | Warner Channel                                           | Листопад 2011                                      | Щовівторка о 9:00 вечора                     |
| Кіпр              | NovaCinema 1, NovaCinemaHD                               | 30 вересня 2012                                    | Щонеділі о 9:00 вечора                       |
| Естонія           | Fox                                                      | 8 січня 2013                                       | Щовівторка о 8:00 вечора                     |
| Фіджі             | Fiji One                                                 | 11 липня 2012                                      | Щосереди о 9:00 вечора                       |
| Франція           | TF1                                                      | TBA                                                | TBA                                          |
| Німеччина         | RTL                                                      | 13 вересня 2012                                    | Щочетверга о 10:15 вечора                    |
| Греція            | NovaCinema 1, NovaCinemaHD                               | 30 вересня 2012                                    | Щонеділі о 9:00 вечора                       |
| Угорщина          | Viasat 3                                                 | 8 березня 2012                                     | Щонеділі о 8:55 вечора                       |
| Індонезія         | WarnerTV                                                 | 2012                                               | Четвер о 10:00 вечора                        |
| Індія             | STAR World                                               | 6 березня 2012                                     | Щовівторка о 10:00 вечора                    |
| Ізраїль           | Yes Action                                               | 15 березня 2012                                    | TBA                                          |
| Італія            | Mediaset Premium Crime, Italia 1                         | 30 квітня 2012                                     | Щоп'ятниці о 9:15 вечора                     |
| Японія            | TV Tokyo                                                 | TBA                                                | TBA                                          |
| Японія            | J:COM                                                    | 9 грудня 2012                                      |                                              |
| Мексика           | Warner Channel and Canal 5 (XHGC-TV)                     | 18 вересня 2012                                    | ПН, ВТ, СР та ЧТ о 10:15 вечора              |
| Нідерланди        | Veronica                                                 | 26 серпня 2012                                     | Щонеділі о 9:25 вечора                       |
| Нова Зеландія     | TV ONE                                                   | 16 січня 2012                                      | Щопонеділка о 9:30 вечора                    |
| Норвегія          | TV2                                                      | 2013                                               | Четвер о 22:30 вечора                        |
| Панама            | Warner Channel                                           | Листопад 2011                                      | Щовівторка о 10:00 вечора                    |
| Філіппіни         | Chase/Jack City                                          | 2013                                               | Щосуботи о 8:00 вечора                       |
| Польща            | ITI Neovision                                            | Лютий 2012                                         | VoD                                          |
| Португалія        | RTP1, RTP2                                               | 8 травня 2012                                      | Середа о 02:32 ночі                          |
| Пуерто-Рико       | WAPA TV [Архівовано 31 січня 2013 у Wayback Machine.]    | Вересень 2012                                      | Вівторок о 9:00 вечора                       |
| Росія             | ТВ3                                                      | 28 квітня 2014                                     | По буднях о 19:30                            |
| Словаччина        | Markíza                                                  | 8 січня 2013                                       | Вівторок о 9:30 вечора                       |
| Словенія          | POP TV                                                   | 20 березня 2012                                    | Вівторок о 10:30 вечора                      |
| Південна Корея    | Channel CGV                                              | 11 травня 2012                                     | П'ятниця о 10:00 вечора                      |
| Іспанія           | laSexta                                                  | 17 листопада 2011                                  | Середа о 10:30 вечора                        |
| Швеція            | Canal+ Series                                            | 21 листопада 2011                                  | Понеділок о 8:00 вечора                      |
| Тайвань           | Public Television Service                                | 14 листопада 2012                                  | З понеділка по четвер 11:00 вечора           |
| Тринідад і Тобаго | CBS                                                      | 8 березня 2012                                     | Четвер о 9:00 вечора                         |
| Туреччина         | CNBC-e                                                   | 17 листопада 2011                                  | Четвер о 9:00 вечора                         |
| Україна           | ICTV                                                     | 2012                                               | Понеділок і вівторок о 23:57; Четвер о 00:01 |
| Велика Британія   | Channel 5, Five USA                                      | 1 частина: 14 серпня 2012; 2 частина:27 січня 2013 | Неділя о 9:00 вечора                         |
| Венесуела         | Warner TV [Архівовано 19 серпня 2012 у Wayback Machine.] | Листопад 2011                                      | TBA                                          |

## Нагороди
Серіал отримав премію Вибір народу у 2012 році.

## Цікаві факти
У телесеріалі існує відсилання до «Cicada 3301» — змагання Nautilus (4x02), влаштоване штучним інтелектом Samaritan — головним антагоністом 4 сезону.